# Ebbw Vale AFC
Ebbw Vale AFC (wal.: Clwb Pêl-droed Glyn Ebwy, eng.: Ebbw Vale Association Football Club) war ein Fußballverein aus Ebbw Vale im südlichen Wales.

## Geschichte
Der Verein wurde 1888 gegründet. Größter Erfolg war 1926 der Sieg im Welsh Cup gegen Swansea Town.
In der Liga von Wales spielte die Mannschaft von 1992/93 an sechs Jahre in der höchsten Klasse. Beste Platzierung war zweimal der dritte Rang. Auch im UEFA Intertoto Cup spielten sie zweimal, 1997 und 1998.
Vor der Saison 1998/99 wurde der Verein wegen Finanzproblemen vom Spielbetrieb ausgeschlossen.

## 1. Liga
| Saison  | Pl. | Tore  | Pkt. |
| ------- | --- | ----- | ---- |
| 1992/93 | 4.  | 76:61 | 66   |
| 1993/94 | 9.  | 68:66 | 57   |
| 1994/95 | 13. | 51:57 | 45   |
| 1995/96 | 11. | 59:56 | 53   |
| 1996/97 | 3.  | 87:40 | 78   |
| 1997/98 | 3.  | 94:55 | 77   |